# Bimota KB2
La Bimota KB2, chiamata anche KB2 Laser, è una motocicletta costruita dalla casa motociclistica italiana Bimota dal 1981 al 1984.

## Descrizione

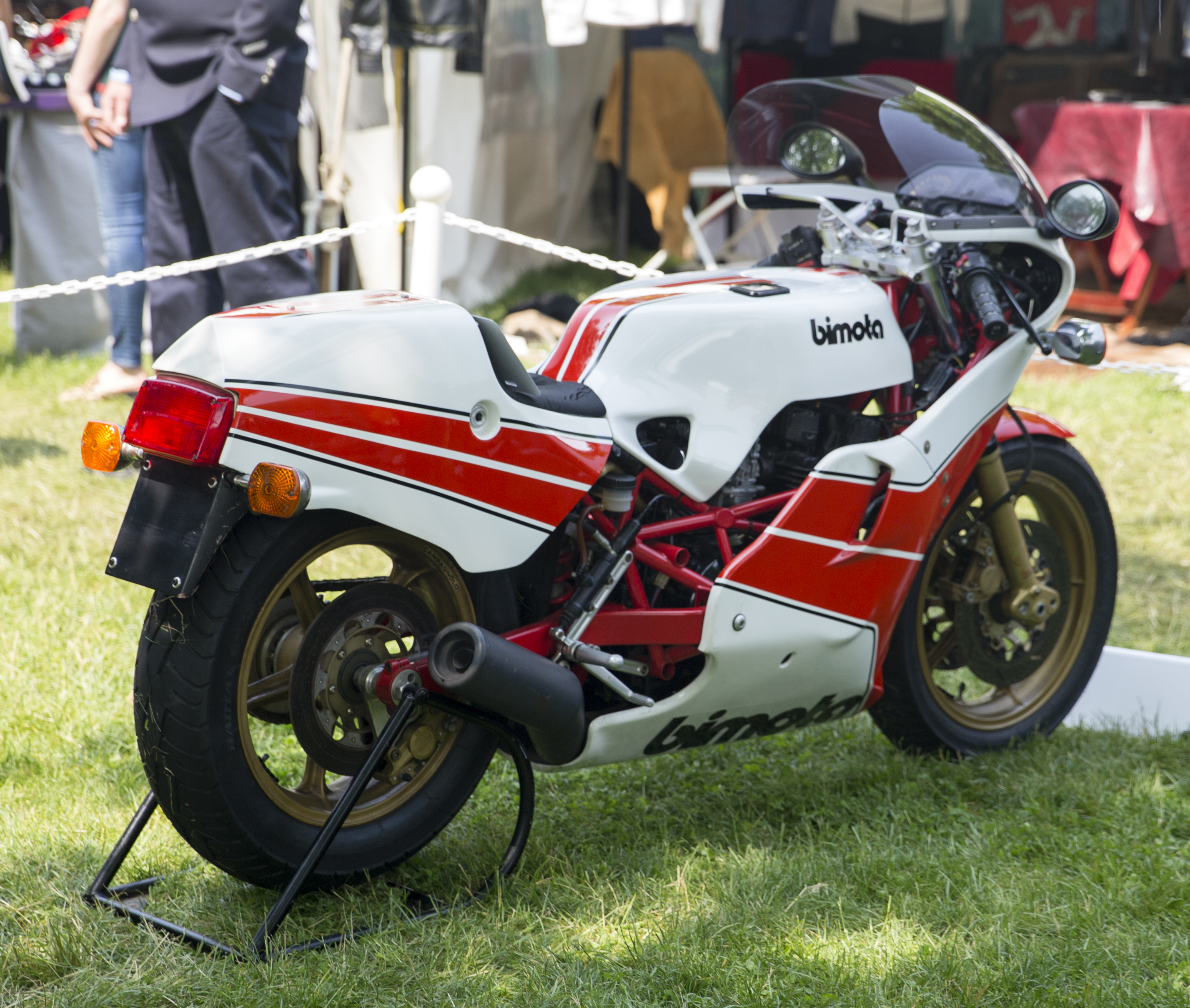
Retro di una KB2

La KB2 montava un motore a quattro cilindri in linea a quattro tempi da 497 cm³ alimentato da quattro carburatori Teikei da 28 mm di diametro, derivato direttamente da quello montato sulla Kawasaki Z500, attraverso un accordo di fornitura tra il costruttore italiano e quello nipponico. Sviluppa 48 cavalli a 8.500 giri/min per una coppia di 3,8 mkg a 7.800 giri/min. 
Questo motore, che svolge anche funzione strutturale, è circondato da un telaio traliccio tubolare, in cui la forcella è supportata da un triangolo esterno La frenata è assicurata da un sistema fornito dalla Brembo, grazie a due dischi da 280 mm di diametro all'anteriore con pinze radiali a doppio pistoncini e un disco singolo da 210 mm al posteriore coadiuvato da una pinza mono pistoncino. Sia la forcella telescopica rovesciata da 40 mm all'avantreno, mentre il monoammortizzatore al retrotreno è della Carbon. I cerchi in magnesio sono firmati Campagnolo.

## Evoluzione
La Bimota in seguito ha realizzato una versione più evoluta chiamata KB2S, con un motore della Kawasaki Z550 che sviluppa 54 cavalli a 8.800 giri/min e 4,8 mkg a 8.500 giri/min. Successivamente arriva la KB2TT, sempre con lo stesso motore Z550 ma maggiorato a 593 cm³, che sviluppa 63 cavalli a 10.000 giri. I dischi dei freni in acciaio sono sostituiti da analoghi realizzati in alluminio.
Un'ulteriore versione, denominata KB2J e riservato al solo mercato giapponese, utilizza il motore della Kawasaki Z400.